# Nesticella africana
Espèce
Synonymes
- Nesticus africanus Hubert, 1970

Nesticella africana est une espèce d'araignées aranéomorphes de la famille des Nesticidae.

## Distribution
Cette espèce est endémique du Congo-Kinshasa.

## Publication originale
- Hubert, 1970 : Description de deux espèces nouvelles d'araignées africaines, appartenant au genre Nesticus (Araneae, Nesticidae). Revue de zoologie et de botanique africaines, vol. 81, p. 361-368.